# Phoenicurusia phoenicurus
Phoenicurusia phoenicurus är en fjärilsart som beskrevs av Lederer 1872. Phoenicurusia phoenicurus ingår i släktet Phoenicurusia och familjen juvelvingar. Inga underarter finns listade i Catalogue of Life.